# 줄피가르 전차

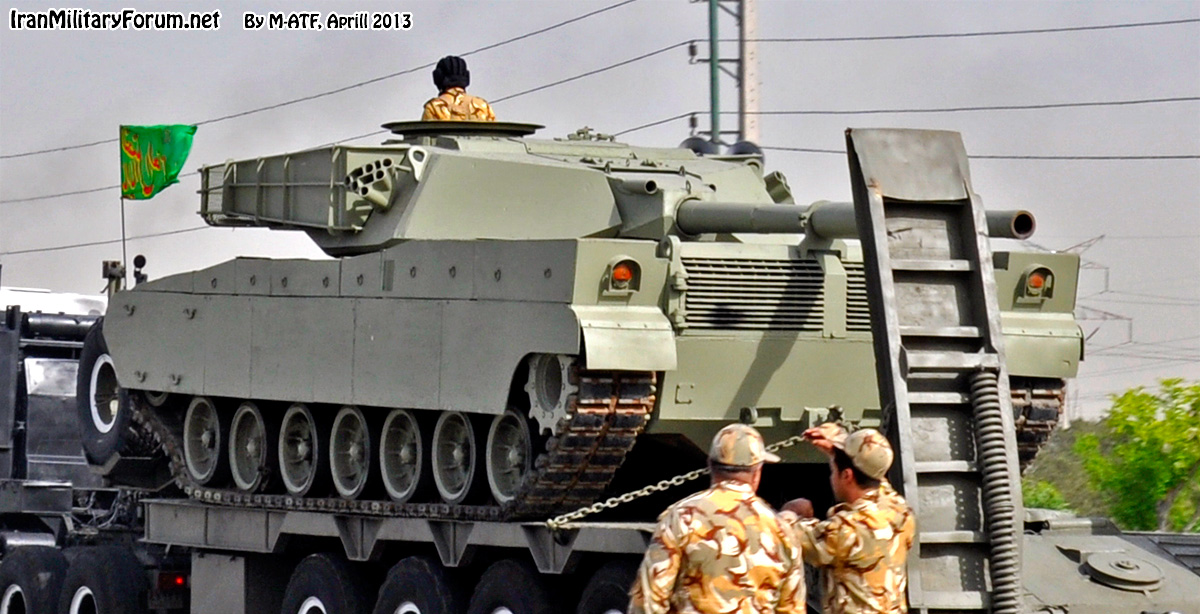
이란 최신형 줄피가르-3 전차

줄피가르 전차는 이란의 주력 전차이다.

## 역사
줄피가르(Zulfigar) 또는 줄피카, 줄피카르(Zulfiqar)라고도 부른다. 줄피가르는 이슬람 역사상 가장 유명한 명검이다. 이슬람교의 창시자 무하마드가 하즈라트 알리에게 하사한 것으로 알려진다. 알리를 추종하는 종파가 시아파이며, 이란은 시아파의 종주국이다. 줄피가르급 호위함도 있다.
1993년, 시제품을 제작해서 평가했다. 1997년, 6대의 초도양산 시제품이 생산되어 시험평가를 했다.
2020년 10월 10일, 북한 조선로동당 창건일 열병식에서, 줄피가르-3으로 추정되는 북한 신형 전차가 공개되었다. 북한 최초의 한쪽 바퀴 7개 주력전차이다.

## 버전
줄피가르-11994년 일반에 최초로 공개되었다. 한쪽 바퀴가 6개다.
줄피가르-2한쪽 바퀴(보기륜)가 7개로 미국 M1 에이브럼스 전차와 같다.
줄피가르-31999년에 개발되었으며, 2011년 열병식에 최초로 공개되었다. 미국 M1 에이브럼스 전차와 매우 유사하게 생겼다.